# ミートホープ
ミートホープ株式会社（Meat Hope inc.）は、かつて存在した北海道苫小牧市に本社を持つ食品加工卸売会社。2007年（平成19年）に牛肉ミンチ偽装事件をはじめとする数々の食品偽装事件を行っていたことが発覚し、これにより倒産した。
外部から招聘した元常務取締役の内部告発により偽装が発覚した。この事件は2009年（平成21年）に予定を前倒しして消費者庁が設置される契機ともなった。

## 概要
1976年（昭和51年）に田中稔が創業。田中は中学校を卒業後、他の食肉業者で働いており、創業当時は食肉の加工と販売が事業の中心であった。2006年1月時点の従業員数は約100人、グループ全体で500人程度であった。
田中は食肉業者で培ったスキルを活かし、叩き上げで事業を展開して会社を成長させた。会社は社長の田中を頂点に、役員やグループ会社の社長を田中の息子たちで固めた典型的な同族経営であった。
また、牛肉ミンチ偽装事件が発覚する前年の2006年4月、田中は「挽肉の赤身と脂肪の混ざり具合を均一にする製造器」を開発したとして、文部科学大臣表彰創意工夫功労賞を受賞している（後に返上した）。しかし、1995年以前から食肉偽装が行われており（後述）、従業員も田中社長の経営方針に逆らえず見て見ぬふりをしていた。
田中は自ら肉の研究をし、社内では肉のことを知り尽くした「天才」と言われていた。しかしその実態は「商品開発」と称してコストダウンのため、廃棄肉や牛や豚の内臓など安い物や添加物を配合し、人為的に品質を良いものに見せかけるというものだった（次章に詳述）。
2007年6月20日に発覚した牛肉ミンチの品質表示偽装事件（次節に詳述）をはじめ、数々の食品偽装が明らかとなり、事業の継続が不可能となった。同年7月17日に自己破産を申請、同日破産手続開始決定。負債総額は約6億7,000万円。債権者集会を同年11月20日に開くとしていたが、取引先の中には1社の損失額が数千万円に上る会社もあり、債権の全額回収は絶望的であった。
田中稔は逮捕・起訴され、2008年3月19日に、不正競争防止法違反（虚偽表示）と刑法の詐欺罪で、札幌地方裁判所で懲役4年の実刑判決を受けた。田中は「判決を受け入れ罪を償いたい」として、札幌高等裁判所に控訴せず確定判決となった。
2008年5月には、本社および併設工場の土地・建物が道内企業へ売却されることが決まり、会社のシンボルとして屋上に設置していた黒い牛の強化プラスチック製モニュメントが5月22日に撤去された。同年8月7日、費用不足のため破産廃止すなわち法人格消滅となった。

## 食肉偽装事件

### 牛肉ミンチ偽装事件
ミートホープの食肉偽装事件を内部告発し、事件発覚のきっかけを作ったのは、同社の常務取締役であった赤羽喜六である。ミートホープ事件と赤羽の内部告発を継続的に取材していた『北方ジャーナル』の記事で、赤羽は「私は偽装の片棒を担いだまま終われなかった」と語っている。
赤羽は1935年（昭和10年）に長野県で生まれ、長野県立上伊那農業高等学校を卒業後、法務省長野地方法務局飯田支局に勤務した。その後、長野県諏訪郡下諏訪町に本社を置く三協精機製作所（現：ニデックインスツルメンツ）に入社、関連会社の三協商事（旧日本電産サンキョーに合併）営業部長、三和興業常務取締役を歴任した。
1978年に登別プリンスホテルを運営する野口観光株式会社に入社、常務取締役を務める。また苫小牧プリンスホテル、室蘭プリンスホテルの総支配人を務めた（西武グループの株式会社プリンスホテルとは無関係）。1995年に60歳で野口観光を定年退職後、地元の観光施設の支配人を務めた手腕を買われ、田中稔社長に招聘されてミートホープに入社。田中は招聘の際に赤羽の自宅を訪れ、「あなたの力が必要なんです。力を貸してください。お願いします」と目上の人にお願いする姿勢で入社を懇願していた。以前から田中とは仕事上の繋がりで面識があったためで2006年に退職するまで常務取締役を務めた。
ミートホープ入社当日に赤羽は田中に挨拶をしたが、田中からは「今日からよろしく。たっぷり働いて」と家を訪ねてきた時の物腰柔らかく低姿勢な姿はなく、持ち駒同然のような口調で言われた。赤羽はその言い方を気にしてはいたがやる気に満ちて仕事に全力で取り組み営業幹部として人脈の広さを生かし、本州などへも販路を拡大した。肉に関しては素人同然だったため、工場に入ってきちんと仕組みを理解しようとしたものの社長からは職種も相まってか工場には入れてもらえなかった。やがて「肉に異物が入っている」と取引先から苦情が来て全品返品されることになった。赤羽は田中に謝罪するも「いいのいいの」と怒らず励ましたかと思えばすぐに内線の電話でラベルの貼り替えを指示していた。どうしても工場が気になった赤羽は工場に入ると偽装の実態に気づいた。何故かパンが置かれていたために社員に聞くと社長の指示でパンを混入していたことがわかった。最初の取引先からの異物の苦情はパンであることもこれでわかった。それ以外にも赤羽は自らが常務取締役にも関わらず社長が出席する会議に参加させてもらえないことが多々あった。想像を超える食肉偽装の実態について知ってからは田中に改善を求めた。しかし社長には聞き入れられず、田中家が支配する会社では内部からの改革は困難と思われた。そのため赤羽は行政指導による改善を期待し、匿名で苫小牧保健所や市の学校給食センター、農林水産省北海道農政事務所など行政機関への告発を始めたが、調査は行われなかった。赤羽は田中社長の経営方針や、偽装によって発生したクレーム対応で苦悩し精神的に追い詰められ、入社5年後の2000年頃からは睡眠導入剤や抗うつ剤を服用するようになる。
2006年4月、赤羽はミートホープを退職。身分を明かした上で、農林水産省北海道農政事務所に不正挽肉の現物を持参して調査を依頼した。しかし同事務所はサンプルの受け取りを拒否し、ミートホープへの指導も行わなかった。農水省はのちに「事務所への訪問記録はあるが、肉の持ち込みを確認する情報は残されていなかった」と回答している。また農水省は「北海道内の業者と認識したため、3月24日に道に対応を依頼した」としているが、北海道庁環境生活部は「そのような記録は無い」とした。農水省と道庁の間で責任が曖昧になっていたが、2006年時点でミートホープは東京事務所を開設しているため、管轄は農水省にあったという。
後に数名のミートホープ幹部も退職して赤羽に加わり、報道機関への告発を開始したが、北海道新聞社とNHKには黙殺された。
2007年春、告発を受けた朝日新聞社が調査を開始し、冷凍牛肉コロッケをDNA検査によって調べた結果、豚肉や鶏肉と「その他の肉」が検出され、食品偽装が立証された。この調査に基づき、朝日新聞は同年6月20日、北海道加ト吉（加ト吉の連結子会社）が製造した「CO-OP 牛肉コロッケ」から豚肉が検出されたことを報道した。加ト吉が事実確認を行ったところ、北海道加ト吉には原料の取り扱いミスはなく、ミートホープの責任者は加ト吉に「納入している牛肉に豚肉が混ざっていた」と報告した。
この件について、ミートホープの記者会見では、社長は「故意ではなく過失」と強調していたが、取締役の長男に促されてしぶしぶながら、自ら偽装に関与したことを認めた場面はテレビでも放映された。社長はこのとき、どのように肉を混ぜるのかという単価計算のされた紙を持っていた。
その後、「牛肉100%」と表示した挽肉に、豚肉や鶏肉、豚の心臓、さらにはパンの切れ端などの異物を混入させて水増しを図っていたほか、肉の色味を調整するために血液を混ぜたり、味を調整するためにうま味調味料を混ぜたりしていたことなどが判明した。
その他にも、消費期限切れの肉やクレーム品として返品された肉を引き取り、肉の傷みや異物混入をごまかしてラベルを変えて出荷したり、腐りかけて悪臭を放っている肉を屑肉にして少しずつ混ぜたりする成型肉などの不正行為、牛肉以外にもブラジル産の輸入鶏肉を「国産鶏肉」と産地偽装して自衛隊などに納入していたこと、サルモネラ菌が検出されたソーセージのデータを改竄して小中学校向け学校給食に納入していたこと、冷凍肉の解凍に雨水を利用していたことなど、多数の不正行為が明らかになっている。
2007年6月24日、北海道警察生活環境課と苫小牧署は不正競争防止法違反（虚偽表示）容疑で、本社など10か所の家宅捜索を行った。
社長は、マスメディアの取材や公判において「半額セールで喜ぶ消費者にも問題がある」「取引先が値上げ交渉に応じないので取引の継続を選んだ（コストダウンのため異物を混入させた）」などと他者に責任を転嫁する発言を繰り返した。一方で食に対する不安を与えたことへの謝罪もしている。

### 取引先への影響
農林水産省の調査では、ミートホープの流通量は、一般消費者用（4,300トン）、業務用（5,504トン）、特定施設向け（34トン）であった。

#### JTグループ関連
- 加ト吉 - グループ内でミートホープと取引があるのは北海道加ト吉のみで[28]、その製品の多くはプライベートブランドなどのOEM商品であり、日本生活協同組合連合会（日本生協連）にミートホープの牛ミンチを使用した「CO・OP 牛肉コロッケ」を一括納入していた[28]。加ト吉は2007年6月20日に記者会見を開いて謝罪し、日本生協連と合同でミートホープを立ち入り調査した際に、同社工場長から「牛肉が不足したため豚肉を混ぜた」と説明されたことから自社ブランド製品を自主回収した[29]。
  - 2007年6月、北海道加ト吉の工場長が、廃棄処分予定の冷凍コロッケをミートホープに横流しし、30万円から40万円の利益を不正に受け取っていたことも判明した[30][31]。この収益は会社の利益に計上せず社内の懇親目的に使用していたという[30]。この事件により、親会社の加ト吉は北海道加ト吉の工場長を解任した[30]。
- JT（加ト吉の親会社）- ミートホープの牛ミンチを使用した冷凍コロッケ計6種を自主回収した[32]。
- 日本生活協同組合連合会 - 北海道加ト吉から「CO・OP 牛肉コロッケ」を一括購入していた[28]。牛肉とされた23品目に豚肉が混入[33]。

#### その他
- イオン - ミートホープの牛ミンチを使用した総菜の牛肉コロッケをDNA鑑定した結果、豚肉の混入が認められたため、ジャスコ、イオンスーパーセンター、マックスバリュの一部店舗で販売していた商品を6月22日に販売中止した[34]。
- ミスタードーナツ - ミートホープのベーコンを使用したスープの販売を中止した[35]。
- 苫小牧市公立小中学校給食 - ミートホープがブラジル産鶏肉を日本産と偽って出荷していた[36]。またサルモネラ菌などが検出されたハムやソーセージなども出荷していた[37]。
- 他にも22道府県の学校給食用に、ミートホープのミンチ14トンが取引されていた[38]。

### 告発者への影響
これら一連の情報は内部告発が発端となったもので、公益通報制度のあり方に一石を投じる事件でもあった。なお日本では2006年4月1日に公益通報者保護法が施行されているが、これは赤羽がミートホープを退職し実名告発を始めたのと同時期である。
しかしこの事件は、告発者の赤羽にも深い傷跡を残した。赤羽は2010年に『告発は終わらない ミートホープ事件の真相』を長崎出版から刊行しているが、その著書の中でも「ここまで引きずるとは思わなかった」と苦しい胸の内を綴っている。
事件判明後は、赤羽もマスメディアからの激しい取材攻勢に晒され、本人はもちろん家族や親族も巻き込まれて苦しんだ。懸命に告発していた時期は無視していたマスコミが、朝日新聞のスクープにより事件が明らかになってからは取材に押しかけ、赤羽個人に関することまで本人に確認もせず書き立てた。そうしたメディアの姿勢を赤羽は「失礼で迷惑」と感じていたと言う。
孤立無援の闘いを強いられた赤羽は、かつての取引先からは「偽装と知っていて売りつけたのか」と非難された。事件を思い出すのがつらくなり、内部告発を共にしたミートホープの元同僚とも連絡を絶った。人目が気になるようになって眠れなくなり、躁うつ病を患った。妻とも離婚し親族からは絶縁を言い渡された。赤羽は住んでいた苫小牧市を去り、長野県の実家に帰って一人暮らしすることになった。
赤羽は事件から10年後の2017年のYahoo!ニュースと2019年の北海道テレビ放送の取材に対し、「もし当時に戻れたら告発などしない」「告発したことを後悔している。会社から逃げ出せばよかった」と語った。「内部告発は本人の身を滅ぼす。見て見ぬふりをすることになるが、嫌なら黙って辞めればいい。世のため人のためと言えど、自分の身を守れなかったら意味がない」「告発したことで躁うつ病になり、親族や知人が離れていった。名前がマスコミに出たことで兄弟にも迷惑をかけた」と後悔を滲ませた。また「匿名告発の時点で行政やメディアが動いてくれていたら、実名で告発する必要もなく、精神疾患にかかって生活を失うこともなかった」との憤りも述べている。
監督官庁の怠慢については、事件発覚当時の2008年から『北方ジャーナル』でも「行政がもっと早く動いて業務改善してくれれば、田中社長が刑務所で服役したり、会社が倒産して雇用を失うこともなかった」と、赤羽は繰り返し述べている。
赤羽は自身の著書も、今はもう読み返すこともないと言う。また赤羽に取材し著書をまとめた軸丸靖子は、「食品の安全に確かな変化をもたらした内部告発の実行者はしかし、誉められ感謝される日は来ないだろう。心からの安寧を取り戻せる日は来ないかもしれない」と同書を結んでいる。
赤羽は2023年4月18日告示・4月23日投開票の辰野町議会議員選挙に立候補を表明したが、同年4月18日に辰野町内の自宅で死亡しているのが発見された。同年4月14日頃に虚血性心不全で死亡したとみられる。
なお、2001年以降のBSE問題で、雪印食品が牛肉産地偽装を行った雪印牛肉偽装事件の際にも、取引先の西宮冷蔵からの内部告発によって事件が判明している。

## 関連会社
- 株式会社イートアップ（1995年11月設立）
  - 本社：北海道苫小牧市柳町1丁目5-14（苫小牧店に同じ）[45]。2024年現在も営業中[46]。
  - 焼肉・しゃぶしゃぶバイキングレストラン「イートアップ」を運営[46]（苫小牧店[47][48]、千歳店[47][49]、岩見沢店[47][50]）。
  - ミートホープの元連結子会社。田中稔の長男が経営。
- 株式会社バルスミート（1991年7月設立）
  - 本社：北海道苫小牧市東開町4丁目11-26[51]
  - ミートホープの元連結子会社。田中稔の次男が経営。

また、全員解雇された70人の従業員のうち、元従業員5人が集まり、2008年4月に「正直コロッケ」を発売した。ミートホープで知人の家族が働いていた大仁田厚の呼び掛けで実現した。